# Transparència induïda electromagnèticament

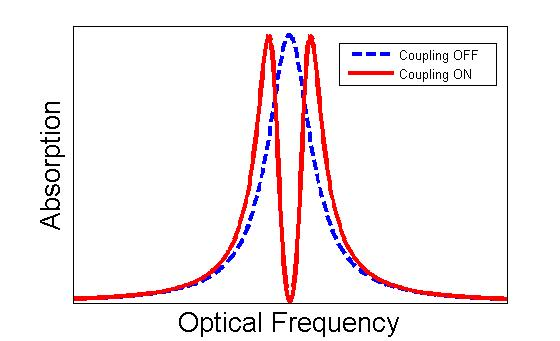
L'efecte de l'EIT sobre una línia d'absorció típica. Una sonda normalment experimenta una absorció (mostrada en blau). Un segon feix d'acoblament indueix EIT i crea una "finestra" a la regió d'absorció (vermell). Aquesta trama és una simulació per ordinador d'EIT en un punt quàntic InAs/GaAs

La transparència induïda electromagnèticament (acrònim anglès EIT) és una no linealitat òptica coherent que fa que un medi sigui transparent dins d'un interval espectral estret al voltant d'una línia d'absorció. També es crea una dispersió extrema dins d'aquesta "finestra" de transparència que condueix a la " llum lenta ", que es descriu a continuació. Es tracta, en essència, d'un efecte d'interferència quàntica que permet la propagació de la llum a través d'un medi atòmic opac.

Arrofredament atòmic mitjançant llum làser.

L'observació d'EIT implica dos camps òptics (fonts de llum altament coherents, com ara els làsers) que estan ajustats per interactuar amb tres estats quàntics d'un material. El camp "sonda" està ajustat a prop de la ressonància entre dos dels estats i mesura l'espectre d'absorció de la transició. Un camp d'acoblament" molt més fort s'afina prop de la ressonància en una transició diferent. Si els estats se seleccionen correctament, la presència del camp d'acoblament crearà una "finestra" espectral de transparència que serà detectada per la sonda. El làser d'acoblament de vegades es coneix com a "control" o "bomba", aquest darrer en analogia amb les no linealitats òptiques incoherents com la combustió o la saturació de forats espectrals.
Aplicacions: procés d'arrofredament atòmic mitjançant llum làser, tecnologia d'antenes quàntiques